# Central IND Substation
El Central IND Substation  es un edificio histórico ubicado en Nueva York, Nueva York. El Central IND Substation se encuentra inscrito  en el Registro Nacional de Lugares Históricos desde el 9 de febrero de 2006.  

## Ubicación
El Central IND Substation se encuentra dentro del condado de Nueva York en las coordenadas 40°45′44″N 73°58′52″O / 40.762222, -73.981111.